# Tsarahasina
Tsarahasina est une commune urbaine malgache située dans la partie ouest de la région de Sofia.

## Religion
Tsarahasina est le siège d'une mission catholique du diocèse de Port-Bergé. L'église Saint-Etienne de Tsarahasina a été inaugurée en 2014.